# Västmanlands och Dalarnas lagsaga
Västmanlands och Dalarnas lagsaga omnämns som en gemensam lagsaga från mitten av 1300-talet. Då det fanns både Västmannalagen och Dalalagen så kan en tidigare uppdelning funnits, dock anför Almquist i sin bok om lagsagor att det finns skäl att anta att Dalarna aldrig haft en egen lagman, medan det finns källstöd för att Västmanland haft en. Från 1569 ingick huvuddelan av Västerrekarne härad i lagsagan för att 1609 eller 1622 återgå till Södermanlands lagsaga, dock kom då, 1622, Säterbo och Torpa socknar kvarstå i Åkerbo härad och denna lagsaga. 1617 överfördes Noraskogs socken hit från Närkes lagsaga. Särna och Idre socknar tillfördes lagsagan när de områdena övergick till Sverige från Norge på 1640-talet.
I perioden 1718–1719 var lagsagans uppdelad fyra: Västerås läns lagsaga, Arboga läns lagsaga, Hedemora läns lagsaga och Kopparbergs läns lagsaga. Till Västerås läns lagsaga ingick då även Simtuna, Torstuna och Våla härader från Uppland. Efter återläggningen började lagsagan benämnas Västmanlands och Kopparbergs (läns) lagsaga, som sedan 1731–1735, 1747–1759 och 1762–1779 var uppdelad i de två delarna. 1832 överfördes hit alla härader i Uppsala län från Upplands lagsaga samtidigt som namnet blev Upplands, Västmanlands och Kopparbergs lagsaga. Lagsagan avskaffades med alla andra lagsagor 31 december 1849.

## Lagmän
- Magnus Gregersson (Bjälboättens oäkta gren) 1305-1321.
- Gregers Magnusson 1325-1336
- Nils Abjörnsson (Sparre) 1352-1359
- Karl Karlsson (Örnfot) 1367
- Tord Bonde (Röriksson) 1394-1417
- Karl Tordsson (Bonde) 1422-1438,1442-1443
- Sten Pedersson (Stallare) 1439-1441
- Staffan Ulfsson (Ulv) 1443-1474
- Gregers Matsson (Lillie) 1478-1489
- Knut Eskilsson (Banér) 1492-1494
- Sten Turesson (Bielke) 1498-1511
- Erik Abrahamsson (Leijonhufvud) 1520
- Axel Andersson (Lillie af Ökna) 1523
- Johan Olofsson (Gyllenhorn) 1531-1556
- Gustav Johansson (Tre Rosor) 1562-1566
- Lars Jespersson 1568-1569
- Bengt Gylta 1569-1574
- Erik Larsson Sparre 1576-1590, 1594-1597
- Bengt Svensson Ribbing 1590-1594
- Carl Carlsson Gyllenhielm 1598-1602
- Abraham Brahe 1602-1630
- Per Brahe den yngre 1630-1680
- Sten Nilsson Bielke 1680-1684
- Håkan Fägerstierna 1684-1685
- Gabriel Lillieflycht 1685-1690
- Jonas Schönberg 1690-1693
- Johan Gripenhielm 1693-1696
- Fredrik Stenbock 1697-1699
- Hans Rålamb 1699-1702
- Jonas Cedercreutz 1712-1713
- Tobais Westenhielm 1713-1718
- Otto Reinhold Strömfelt 1719
- Johan Cederbielke 1719-1723
- Christian König 1723-1747
- Johan Funck 1747-1759
- Carl de Brenner 1759-1762
- Magnus Johan Lundh 1762-1783
- Carl Gustaf Spens (ämbetsman) 1783-1789
- Lars Fredrik Dahlson 1789-1801
- Erik Wilhelm Strandberg 1801-1825
- Carl Gustaf Cassel 1826-1849

I Kopparbergs (läns) lagsaga (bara tidivis existerande)
- Johan Björling 1731-1735
- Carl de Brenner 1747-1759
- Per Sernander 1762-1779